# Élections générales prince-édouardiennes de 2019
Les élections générales prince-édouardiennes de 2019 ont lieu le 23 avril 2019 dans la province de l'Île-du-Prince-Édouard afin d'élire 26 des 27 membres de l'Assemblée législative. Un référendum sur une réforme électorale se tient le même jour.
Le scrutin donne lieu a une alternance. Les libéraux, au pouvoir depuis 2007, enregistrent un net recul en voix et perdent le gouvernement de la province au profit du Parti progressiste-conservateur, dont le dirigeant Dennis King devient premier ministre à la tête d'un gouvernement minoritaire.

## Contexte
Lors de l'élection du 4 mai 2015, le Parti libéral de l'Île-du-Prince-Édouard dirigé par le premier ministre Wade MacLauchlan est réélu avec un gouvernement majoritaire. Si sa majorité est très large (18 sièges sur 27), le parti subit deux pertes de sièges lors de la mandature : à l'occasion d'une partielle le siège de Charlottetown-Parkdale passe aux mains des verts le 17 novembre 2017 et le député Bush Dumville quitte le parti pour siéger comme indépendant à partir de février 2018.
L'opposition progressiste-conservatrice augmente son nombre de sièges de 3 à 8, mais le chef Rob Lantz perd dans sa circonscription et démissionne quelques mois plus tard. Le député de Stratford-Kinlock James Aylward est élu chef de l'opposition officielle le 20 octobre 2017. Onze mois plus tard, face à des sondages plaçant systématiquement les progressistes-conservateurs en troisième place, il annonce finalement sa démission et ne mènera donc pas les troupes conservatrices pour le scrutin de 2019. Il reste en poste jusqu'à la désignation de son successeur, l'ancien journaliste et directeur des communications Dennis King.
Le Parti vert, dirigé par le chef Peter Bevan-Baker, remporte son premier siège lors de l'élection de 2015. Lors de la mandature, il remporte un nouveau siège lors d'une élection partielle. Au fil de la mandature, le Parti vert monte en puissance dans les sondages, accédant à la deuxième puis à la première place. Le Parti progressiste-conservateur et  le Nouveau Parti démocratique sont systématiquement donnés troisième et quatrième, avec moins de 8 % dans l'ensemble des sondages de 2018 pour ce dernier.

## Mode de scrutin
L'assemblée législative est composée de 27 sièges pourvus pour quatre ans au scrutin uninominal majoritaire à un tour. Chaque circonscription représente environ 5 000 personnes.
Hormis les cas de convocation anticipée des élections par le lieutenant-gouverneur, celles-ci ont normalement lieu le premier lundi d'octobre de la quatrième année suivant le précédent scrutin.
Lors de la législature précédente, un plébiscite sur le mode de scrutin est organisé le 8 novembre 2016, débouchant sur 52 % de votes favorables à une option proportionnelle mixte. Cependant, le premier ministre Wade MacLauchlan juge qu'avec 36 % de participation le plébiscite n'a pas assez de légitimité. Le mode de scrutin n'est donc pas changé pour cette élection mais les électeurs devront, en même temps qu'ils votent, participer à un référendum (qui, lui, est juridiquement contraignant) afin de confirmer le choix de passer à la proportionnelle mixte ou d'indiquer le souhait du statu quo.

## Forces en présence
| Parti politique | Parti politique                                         | Idéologie                                         | Chef              | Députés      | Députés            | Députés   |
| Parti politique | Parti politique                                         | Idéologie                                         | Chef              | Élus en 2015 | A la disso- lution | Candidats |
| --------------- | ------------------------------------------------------- | ------------------------------------------------- | ----------------- | ------------ | ------------------ | --------- |
|                 | Parti libéral Liberal Party (LIB)                       | Centre Libéralisme                                | Wade MacLauchlan  | 18           | 16                 | 27        |
|                 | Progressiste-conservateur Progressive Conservative (PC) | Centre droit Conservatisme, libéral-conservatisme | Dennis King       | 8            | 8                  | 27        |
|                 | Parti vert Green party (Verts)                          | Gauche Écologisme, progressisme                   | Peter Bevan-Baker | 1            | 2                  | 27        |
|                 | Nouveau Parti démocratique New Democratic Party (NPD)   | Centre gauche Social-démocratie                   | Joe Byrne         | 0            | 0                  | 24        |
|                 | Indépendants                                            | Indépendants                                      | Indépendants      | 0            | 1                  | 3         |
| Total           | Total                                                   | Total                                             | Total             | 27           | 27                 | 108       |

## Campagne
Un total de 108 candidats participent à l'élection, les partis progressiste-conservateur, vert et libéral en présentant chacun 27, et le parti des néo-démocrates 24, auxquels s'ajoutent 3 candidats indépendants.

## Résultats
Un siège reste vacant, l'élection dans la circonscription de Charlottetown-Hillsborough Park (en) étant suspendue à la suite du décès du candidat vert quatre jours avant la date du scrutin. Le siège est finalement pourvu le 15 juillet 2019.
|                           |                                 |         |       |       |        |               |  |  |  |  |  |  |  |  |
| Parti                     | Parti                           | Voix    | %     | +/-   | Sièges | +/-           |  |  |  |  |  |  |  |  |
|                           | Parti progressiste-conservateur | 30 415  | 36,73 | 0,66  | 13     | 5             |  |  |  |  |  |  |  |  |
|                           | Parti vert                      | 25 302  | 30,55 | 19,75 | 8      | 7             |  |  |  |  |  |  |  |  |
|                           | Parti libéral                   | 24 346  | 29,41 | 11,43 | 6      | 12            |  |  |  |  |  |  |  |  |
|                           | Nouveau Parti démocratique      | 2 454   | 2,96  | 8,01  | 0      | en stagnation |  |  |  |  |  |  |  |  |
|                           | Indépendants                    | 282     | 0,34  | 0,34  | 0      | en stagnation |  |  |  |  |  |  |  |  |
|                           |                                 |         |       |       |        |               |  |  |  |  |  |  |  |  |
| Suffrages exprimés        | Suffrages exprimés              | 82 799  | 99,54 |       |        |               |  |  |  |  |  |  |  |  |
| Votes blancs et invalides | Votes blancs et invalides       | 386     | 0,46  |       |        |               |  |  |  |  |  |  |  |  |
| Total                     | Total                           | 83 185  | 100   | -     | 27     | en stagnation |  |  |  |  |  |  |  |  |
| Abstentions               | Abstentions                     | 23 924  | 22,34 |       |        |               |  |  |  |  |  |  |  |  |
| Inscrits / participation  | Inscrits / participation        | 107 109 | 77,66 |       |        |               |  |  |  |  |  |  |  |  |

| Parti progressiste-conservateur | Parti vert | Parti libéral |
| 13 sièges                       | 8 sièges   | 6 sièges      |
| ^                               |            |               |
| Majorité absolue                |            |               |